# Toya Prudêncio
Sónia Prudêncio, conhecida habitualmente por Toya Prudêncio, é uma ativista feminista cigana portuguesa. Tem-se dedicado à luta contra a discriminação étnica e à promoção da integração social através da educação. Em 2016 foi reconhecida pela Associação Letras Nómadas como Cigana do Ano.

## Biografia
Abandonou a escola com apenas o ensino primário concluído. Aos 16 anos, conheceu o marido, casou-se e teve duas filhas. Em 2018, iniciou os estudos superiores em Educação na Universidade Aberta, encorajada por Bruno Gonçalves, dirigente associativo da Letras Nómadas.

## Percurso
Defende a integração da comunidade cigana através da educação, assim como a promoção de políticas públicas que promovam o gosto e valorização da escola. 
Dinamizou o projeto Escolhe Amar + do Alto Comissariado para as Migrações.
Em 2019, criou a Associação Unir Povos, dedicada à integração das comunidades roma e minorias a viver em Portugal.
Começou a trabalhar na Rede Europeia Anti-Pobreza em 2019. Pautou o seu trabalho pela desconstrução de estereótipos associados à comunidade cigana no mundo laboral. 
Participa regularmente em debates sobre as consequências do racismo estrutural na precariedade laboral e sobre questões do colonialismo e colonialidade. 

## Prémios e reconhecimentos
Ganhou o prémio Cigana do Ano, da Associação Letras Nómadas em 2016; foi a segunda vez que uma mulher foi reconhecida com este prémio.
Foi uma das doze mulheres portuguesas retratadas no documentário Histórias das Mulheres do Meu País, de Raquel Freire, em 2019. O documentário contou com o apoio da Secretaria de Estado para a Cidadania e Igualdade e foi exibido na RTP em março de 2021.